# Lasiacis
Genre
Synonymes
- Pseudolasiacis A. Camus[2]

Lasiacis est un genre  de plantes monocotylédones de la famille des Poaceae, sous-famille des Panicoideae, originaire des régions tropicales et subtropicales d'Amérique, qui comprend une quinzaine d'espèces.
Ce sont des plantes vivaces, rhizomateuses ou stolonifères, aux tiges (chaumes) généralement ligneuses et ramifiées dans leur partie supérieure, caractéristique relativement exceptionnelle chez les graminées en dehors de la sous-famille des Bambusoideae (bambous).

## Liste d'espèces
Selon The Plant List (25 octobre 2016) :
- Lasiacis anomala Hitchc.
- Lasiacis divaricata (L.) Hitchc.
- Lasiacis grisebachii (Nash) Hitchc.
- Lasiacis ligulata Hitchc. & Chase
- Lasiacis linearis Swallen
- Lasiacis maculata (Aubl.) Urb.
- Lasiacis nigra Davidse
- Lasiacis oaxacensis (Steud.) Hitchc. ex Chase
- Lasiacis procerrima (Hack.) Hitchc. ex Chase
- Lasiacis rhizophora (E.Fourn.) Hitchc. ex Chase
- Lasiacis rugelii (Griseb.) Hitchc.
- Lasiacis ruscifolia (Kunth) Hitchc. ex Chase
- Lasiacis scabrior Hitchc.
- Lasiacis sloanei (Griseb.) Hitchc.
- Lasiacis standleyi Hitchc.

## Liste des espèces et variétés
Selon World Checklist of Selected Plant Families (WCSP) (25 octobre 2016) :
- Lasiacis anomala Hitchc. (1919)
- Lasiacis divaricata (L.) Hitchc. (1910)
  - variété Lasiacis divaricata var. austroamericana Davidse (1978)
  - variété Lasiacis divaricata var. divaricata
  - variété Lasiacis divaricata var. leptostachya (Hitchc.) Davidse (1978)
- Lasiacis grisebachii (Nash) Hitchc. (1911)
  - variété Lasiacis grisebachii var. grisebachii
  - variété Lasiacis grisebachii var. lindelieana Davidse (1978)
- Lasiacis ligulata Hitchc. & Chase (1917)
- Lasiacis linearis Swallen (1953)
- Lasiacis maculata (Aubl.) Urb. (1921)
- Lasiacis nigra Davidse (1974)
- Lasiacis oaxacensis (Steud.) Hitchc. ex Chase (1911)
  - variété Lasiacis oaxacensis var. maxonii (Swallen) Davidse (1978)
  - variété Lasiacis oaxacensis var. oaxacensis
- Lasiacis procerrima (Hack.) Hitchc. ex Chase (1911)
- Lasiacis rhizophora (E.Fourn.) Hitchc. ex Chase (1911)
- Lasiacis rugelii (Griseb.) Hitchc. (1911)
- Lasiacis ruscifolia (Kunth) Hitchc. ex Chase (1911)
  - variété Lasiacis ruscifolia var. ruscifolia
  - variété Lasiacis ruscifolia var. velutina (Swallen) Davidse (1978)
- Lasiacis scabrior Hitchc. (1927)
- Lasiacis sloanei (Griseb.) Hitchc. (1911)
- Lasiacis standleyi Hitchc. (1927)